# Casa al carrer de Sant Pere, 9 (Mieres)
La Casa al carrer de Sant Pere, 9 és una obra de Mieres (Garrotxa) protegida com a Bé Cultural d'Interès Local.

## Descripció
Casa situada davant l'església parroquial de Sant Pere de Mieres. És de planta rectangular, donant les façanes a quatre carres diferents. Els teulats són a dues aigües amb els vessants vers les façanes principals. Disposa de baixos, amb dues portes d'accés (una a tramuntana i l'altre a ponent), soterranis amb menudes ventilacions a l'exterior i pis superior o d'habitatge, organitzat a partir d'una àmplia sala de convit. Aquesta casa núm.-9 fou bastida amb pedra treballada del país, llevat d'alguns carreus cantoners i dels que emmarquen algunes de les obertures. La porta principal conserva la següent llinda: "1747".